# Марьенков, Игорь Валерьевич
Марьенков Игорь Валерьевич (9 мая 1975, Лабинск, Краснодарский край — 16 июня 2016, район села Касумкент, Сулейман-Стальский район, Дагестан) — офицер Центра специального назначения Федеральной службы безопасности Российской Федерации, Герой Российской Федерации (2016, посмертно). Подполковник.

## Биография
Родился 9 мая 1975 года в городе Лабинск Краснодарского края. Окончил среднюю школу в Лабинске в 1992 году с серебряной медалью. С юношеских лет мечтал о военной службе, занимался карате кёкусинкай. Позднее, в 1996 году, стал мастером спорта по рукопашному бою.
В 1992 году поступил на военную службу, успешно сдав вступительные экзамены в Голицынский военный институт Пограничных войск. Окончил его в 1996 году. С 1996 по 2000 годы служил в Назрановском пограничном отряде на территории Республики Ингушетия в должности начальника отдельной группы специальной разведки отряда. В 2000 году уволен в запас.
Жил в Лабинске, работал в детско-юношеской спортивной школе единоборств города Лабинска.
С июля 2006 года — на службе в Федеральной службе безопасности Российской федерации, служил во 2-м отделе Управления «А» (Альфа) Центра специального назначения ФСБ России. Позднее был переведён в 5-й отдел того же управления. С 2014 года — начальник 1-го отделения 5-го отдела ЦСН ФСБ России. Многократно участвовал в боевых действиях и в оперативно-боевых мероприятиях на Северном Кавказе по ликвидации террористического подполья и уголовных бандформирований. В одной из спецопераций в 2015 году подполковник Марьенков был тяжело ранен, но после лечения и реабилитации вернулся в строй.
С 16 по 17 июня 2016 года участвовал в специальной операции в лесном массиве в Сулейман-Стальском районе Республики Дагестан, где по оперативным данным находилось террористическое формирование. Сначала были обнаружены схрон боевиков, в котором находилось большое количество оружия и боеприпасов, затем блиндаж с боевиками. В завязавшемся бою боевики успели рассредоточиться и оказали ожесточённое сопротивление. Весь лесной массив был блокирован, при попытках вырваться оттуда у сёл Касумкент и Геджух уничтожены 10 боевиков. Среди убитых оказался главарь банды Гасан Абдуллаев (1977 года рождения, позывные Абу-Ясир, Хасан), много лет находившийся в федеральном розыске за террористическую деятельность и убийства, крупная фигура в иерархии боевиков — «амир Южного сектора Вилаята Дагестан Имарата Кавказ», «кадий Южного сектора Вилаята Дагестан». По мнению ФСБ России, Абдуллаев занимал главенствующие позиции в вооружённом подполье после смерти Доку Умарова.
Однако и правоохранительные органы понесли потери в этой операции — 16 июня погиб подполковник ФСБ России Игорь Марьенков и четверо бойцов Дагестанского ОМОНа. И. В. Марьенков похоронен на Николо-Архангельском кладбище Москвы.

## Награды
- Герой Российской Федерации (звание присвоено Указом Президента Российской Федерации в июле 2016 года за мужество и героизм, проявленные при выполнении специального задания, посмертно).
- два ордена Мужества
- медаль «За доблесть» с изображением серебряного креста и мечей (ФСБ России)[4]

## Память
- Средней общеобразовательной школе № 11 города Лабинска присвоено его имя[5].
- На здании этой школы установлена мемориальная доска.
- Мемориальная доска установлена также на здании спортивной школы в Лабинске, в которой занимался И. Марьенков[6].
- Его имя золотыми буквами высечено на гранитной плите Аллеи Героев на площади Победы[7].
- Именем И. Марьенкова названа улица села Камсункент в Дагестане.
- С 20 февраля 2021 года действует Автономная некоммерческая организация Спортивно-Патриотический Клуб «АЛЬФА» имени Героя Российской Федерации Марьенкова Игоря Валерьевича.